# Heinrich Freiherr von Stackelberg
Heinrich Freiherr von Stackelberg (* 18. Oktoberjul. / 31. Oktober 1905greg. in Kudinowo bei Moskau; † 12. Oktober 1946 in Madrid) war ein deutscher Ökonom, er stammte aus dem Adelsgeschlecht Stackelberg.
Heinrich von Stackelberg legte zusammen mit anderen Ökonomen wie Joan Robinson, Edward H. Chamberlin, Ronald H. Coase, Frederik Ludvig Bang von Zeuthen und Borge Barfod die wesentliche Grundlage für die Marketingtheorie, indem (über die mikroökonomische Kostenzurechnung hinaus) Verbundeffekte, Qualität und Vertriebswege berücksichtigt werden.

## Leben
Der Sohn eines aus Estland stammenden Deutschbalten lebte während des Ersten Weltkrieges mit der Familie in Jalta auf der Halbinsel Krim, floh nach dem Ersten Weltkrieg erst ins Baltikum, später nach Stettin. Er besuchte das Humanistische Gymnasium in Köln und legte dort 1924 sein Abitur ab. Im Anschluss studierte er an der Universität zu Köln Mathematik, Staatswissenschaften und Volkswirtschaftslehre und wurde dort 1930 mit einer Arbeit über Grundlagen einer reinen Kostentheorie (1932) promoviert. Ab Mai 1925 war er außerplanmäßiger und ab August 1930 planmäßiger Assistent von Erwin von Beckerath. Im Jahr 1935 folgte die Habilitation über Marktform und Gleichgewicht.
Neben seinem Studium engagierte sich Stackelberg politisch. 1919 trat er in den Deutschnationalen Jugendbund ein. Er beteiligte sich 1921 an der Abspaltung des Jungnationalen Bundes (JuNaBU) und war 1930 Führer der „Westmark“ des Fusionsbundes Freischar junger Nation. Anfang 1932 übernahm er für kurze Zeit von Rudolf Craemer die Schriftleitung des Verbandorgans des JuNaBu, den Jungnationalen Stimmen. Am 1. Dezember 1931 trat Stackelberg in die NSDAP ein, zum 30. Juni 1933 auch in die SS. Zudem war er von Oktober 1933 bis November 1934 Führer der NS-Dozentenschaft an der Universität zu Köln.
1935 wurde Stackelberg als planmäßiger außerordentlicher Professor für Volkswirtschaftslehre an die Universität Berlin berufen. Er gründete gemeinsam mit Hans Peter das Archiv für mathematische Wirtschafts- und Sozialforschung. 1937 wurde er Mitglied in der Akademie für deutsches Recht und volkswirtschaftlicher Referent im Hauptschulungsamt der NSDAP, für das er Kurse auf NS-Ordensburgen gab. Im selben Jahr trat er in das Arbeitswissenschaftliche Institut der Deutschen Arbeitsfront ein, wo er eine Abteilung für Wirtschaftstheorie aufbaute.
Während seiner Berliner Zeit hielt Stackelberg engen Kontakt zu Jens Jessen. Unter Jessens Einfluss distanzierte er sich zunehmend vom Nationalsozialismus. In einer politischen Beurteilung Stackelbergs, die Ende 1942 für den NSDAP-Reichsleiter Alfred Rosenberg geschrieben wurde, hieß es: „Hier in Berlin hat Stackelberg politisch völlig versagt, im Gegenteil wurde er allgemein als ein Hemmnis bei der Durchführung einer klaren nationalsozialistischen Hochschulpolitik empfunden. Seinerseits hat er auch nicht die geringsten Versuche eines aktiven politischen Einsatzes unternommen. Es scheint vielmehr typisch für seine Instinktlosigkeit in politischen Fragen, dass er sich ausgerechnet an den Rockschößen des Prof. Jessen nach Berlin holen ließ.“
Seinem Schüler Hans Möller zufolge beantragte Stackelberg, nach Anfeindungen wegen seiner kirchlichen Heirat mit Elisabeth Gräfin von Kanitz (Adelsgeschlecht), zweimal vergeblich das Ausscheiden aus der SS.
1936 nahm er als Korreferent die Promotion des von Constantin von Dietze betreuten Arnold Horwitz an. Im Februar 1937, kurz bevor am 15. April 1937 das Promotionsverbot für Juden deutscher Staatsangehörigkeit verkündet wurde, absolvierte Horwitz seine mündliche Prüfung. Mit der Unterstützung Stackelbergs petitionierte Dietze an die Universitätsverwaltung, und Horwitz erhielt sein Doktordiplom. Stackelberg hat sich allerdings – auch nach Kriegsende – nie ausdrücklich vom Nationalsozialismus und seiner eigenen Beteiligung daran distanziert.
1940 erhielt Stackelberg Rufe an die Universität Straßburg und an die Reichsuniversität Prag, beide in besetzten Ländern, die er nicht annahm. 1941 nahm Stackelberg eine ordentliche Professur an der Universität Bonn an. Kurz nach Beginn des Zweiten Weltkriegs wurde er zur Wehrmacht einberufen. Er war als Kriegsverwaltungsrat im Referat Wissenschaften des OKW und im Range eines Sonderführers als Dolmetscher an der Ostfront tätig. Nach einer Erkrankung wurde er 1943 aus dem Kriegsdienst entlassen. Stackelberg nahm auch an einem „Professorenausschuss“ zur Fragen der Kriegsfinanzierung teil, der im Frühjahr 1943 zur Gründung der Arbeitsgemeinschaft Erwin von Beckerath führte, einem der sogenannten Freiburger Kreise. Umstritten ist dabei, ob es sich bei der Arbeit dieses Kreises um „Widerstand“ handelte oder nicht. Während Hans Möller diese Frage bejaht, halten Forscher wie der Marburger Soziologe Dieter Haselbach deren Arbeit für systemtreu.
Im Auftrag des Auswärtigen Amtes und des Reichserziehungsministeriums ging Stackelberg 1943 nach Madrid, wo er eine Gastprofessur antrat und 1946 an Lymphdrüsenkrebs starb.

## Wissenschaftlicher Beitrag
Von Stackelberg entwickelte in seinem Werk Marktform und Gleichgewicht eine eigenständige Marktformenlehre, die sich insbesondere Oligopolen widmet. Er zeigte darüber hinaus auf, dass das Modell der vollständigen Konkurrenz wirklichkeitsfremd ist. Reale Märkte werden meist von Oligopolen bestimmt, bei denen die Anbieter in der Lage sind, Preise zu beeinflussen. Überdies maß von Stackelberg auch den klassischen Marketingfunktionen wie Produktqualität und Vertriebsweg eine hohe Bedeutung als Wettbewerbsparameter bei. Er gab damit der damals jungen Marketingtheorie ein theoretisches Gerüst.
Stackelbergs heute noch bekanntester Beitrag ist die Beschreibung einer seither Stackelberg-Duopol genannten Marktsituation. Wie im bereits vorher bekannten Cournot-Duopol stehen sich zwei gleichartige Anbieter eines Produktes auf einem Markt gegenüber und entscheiden über die von ihnen angebotene Produktmenge (dies unter allgemeinen Rahmenbedingungen, die denen in der später entwickelten Spieltheorie entsprechen). Während die Anbieter beim Cournot-Duopol ihre Mengenentscheidung simultan treffen, treffen die Stackelberg-Anbieter sie hintereinander. Diese Änderung führt dazu, dass der zuerst Entscheidende (Stackelberg-Führer) zu Lasten des Nachziehenden (Stackelberg-Folger) einen höheren Gewinn erreichen kann als im Cournot-Duopol.

## Schriften
- Grundlagen einer reinen Kostentheorie. Wien 1932.
- Marktform und Gleichgewicht. Wien 1934.
- Theorie und Praxis der Wirtschaftslenkung. Verfasst 1943. Publiziert 1949 in Ordo[8]
- Grundlagen der theoretischen Volkswirtschaftslehre. Bern 1948.
- Theorie der Vertriebspolitik und Qualitätsvariation, in: A. E. Ott: Preistheorie, Köln 1965, S. 230–318.